# Eva Ibbotson
Eva Ibbotson (* 25. Januar 1925 als Maria Charlotte Michelle Wiesner in Wien; † 20. Oktober 2010 in Newcastle upon Tyne, England) war eine britische Schriftstellerin.

## Leben
Eva Ibbotson wurde 1925 als Tochter des Physiologen Berthold P. Wiesner und der Schriftstellerin Anna Gmeyner in Wien geboren. Nach der Trennung der Eltern 1928 lebte die Mutter (schließlich wiederverheiratet mit einem Russen) in Berlin, Wien und Paris (ab 1933 im Exil; ab 1934/35 in Großbritannien); der jüdischstämmige Vater blieb zunächst in Wien, emigrierte dann aber seinerseits bereits vor 1933 nach Edinburgh und London. Die Tochter wuchs zunächst in Wien in einem kirchlichen Kinderheim auf und emigrierte 1933 zu ihrem Vater nach Schottland. Dort besuchte sie das Bedford College. Zuletzt lebte sie in Newcastle.
Sie studierte zunächst 1946/47 Physiologie an der University of Cambridge. 1965 erwarb sie auch einen Master in Erziehungswissenschaften an der Universität Durham, nachdem sie in den 1960ern eine Karriere als Lehrerin begonnen hatte. Sie heiratete ihren Kollegen Alan Ibbotson, mit dem sie drei Söhne und eine Tochter bekam. Alan Ibbotson starb in den 1990ern. Als ihr jüngster Sohn in die Schule kam, schrieb Eva Ibbotson ihr erstes Kinderbuch. Zunächst aber hatte sie mit Kurzgeschichten für Frauenmagazine begonnen, was sich neben dem Haushalt gut bewältigen ließ.
In ihrem Buch Das Geheimnis von Bahnsteig 13, das 1994 erschien, erfand sie den geheimen Bahnsteig im Londoner Bahnhof Kings Cross, den Joanne K. Rowling in ihren Harry-Potter-Romanen aufgriff.

## Werke
Bücher von Eva Ibbotson sind in über 80 Sprachen übersetzt worden.

### Kinder- und Jugendliteratur
- 1967 The great carp Ferdinand
  - Der Weihnachtskarpfen: Eine Erzählung, dt. von Ursula von Wiese; Arche Verlag, Zürich 1967.
- 1968 A child this day is born
  - Am Weihnachtsabend: Erzählung, dt. von Ursula von Wiese; Arche Verlag, Zürich 1968.
- 1971 The stars that tired
  - In den Sternen stand es geschrieben: Erzählung, dt. von Ursula von Wiese; Arche Verlag, Zürich 1971.
- 1975 The Great Ghost Rescue
  - Rick und seine Spukgesellen, dt. von Hans Toelle; Edition Bergh, Zug 1977, ISBN 3-88065-058-6. (ab 1996 Aktion Geisterrettung und ab 2007 Das Geheimnis der Geister von Craggyford)
- 1979 Which Witch?
  - Wenn Hexen hexen, dt. von Ursula von Wiese; Edition Bergh in der Europabuch-AG, Unterägeri (Zug) 1980, ISBN 3-88065-117-5. (ab 2002 Das Geheimnis der siebten Hexe)
- 1983 The Worm and the Toffee-Nosed Princess and other Stories of Monsters
  - Das Ungeheuer, das nicht Mami sagen konnte, und andere Geschichten, dt. von Sabine Ludwig; Dressler Verlag, Hamburg 2010, ISBN 978-3-7915-1013-2.
- 1987 The Haunting of Hiram C. Hopgood (ab 1988 The haunting of Hiram und ab 2004 The Haunting of Granite Falls)
  - Ein Spukschloß wandert aus, dt. von Regine Adolphsen; Klopp Verlag, München 1994, ISBN 3-7817-0860-8. (ab 2005 Das Geheimnis des wandernden Schlosses)
- 1989 Not just a Witch
  - Das Geheimnis der Hexen von Wellbridge, dt. von Sabine Ludwig; Deutscher Taschenbuch Verlag, München 2007, ISBN 978-3-423-71259-0.
- 1994 The Secret of Platform 13
  - Das Geheimnis von Bahnsteig 13. dt. von Sabine Ludwig; Dressler Verlag, Hamburg 2000, ISBN 3-7915-1006-1.
- 1996 Dial-a-Ghost
- 1999 Monster Mission (ab 2000 Island of the Aunts)
  - Das Geheimnis der verborgenen Insel, dt. von Sabine Ludwig; Dressler Verlag, Hamburg 2001, ISBN 3-7915-1007-X
- 2001 Journey to the River Sea
  - Maia oder als Miss Minton ihr Korsett in den Amazonas warf, dt. von Sabine Ludwig; Dressler Verlag, Hamburg 2003, ISBN 3-7915-1009-6.
- 2004 The Star of Kazan
  - Annika und der Stern von Kazan, dt. von Sabine Ludwig; Dressler Verlag, Hamburg 2006, ISBN 3-7915-1011-8.
- 2005 The Beasts of Clawstone Castle
  - Das Geheimnis der schottischen Füße, dt. von Sabine Ludwig; Dressler Verlag, Hamburg 2008, ISBN 978-3-7915-1012-5.
- 2008 The Dragonfly Pool
  - Der Libellensee oder wie man einen Prinzen rettet, dt. von Peter Knecht; Dressler Verlag, Hamburg 2010, ISBN 978-3-7915-1014-9.
- 2010 The Ogre of Oglefort
  - Das Geheimnis der sprechenden Tiere, dt. von Sabine Ludwig; Dressler Verlag, Hamburg 2011, ISBN 978-3-7915-1015-6.
- 2010 One Dog and his Boy
  - Fünf Hunde im Gepäck, dt. von Sabine Ludwig;  Deutscher Taschenbuch Verlag, München 2012, ISBN 978-3-423-76063-8.
- 2012 The Abominables
  - Fünf Yetis suchen ein Zuhause, dt. Übersetzt von Peter Knecht; Deutscher Taschenbuch Verlag, München 2013, ISBN 978-3-423-76082-9.

### Romane
- 1981 A Countess Below Stairs (ab 2007 The Secret Countess)
  - Sommerglanz: Roman, dt. von Ursula Ibler; Scherz Verlag, Bern; München; Wien 1996, ISBN 3-502-10326-7.
- 1982 Magic Flutes (ab 2009 The Reluctant Heiress)
  - Sternenmelodie: Roman, dt. von Monika Curths; Scherz Verlag, Bern; München; Wien 1999, ISBN 3-502-11341-6.
- 1984 A Glove Shop in Vienna: And other Stories
  - Vicky und der Weihnachtsengel, dt. von Monika Curths; Scherz Verlag, Bern; München; Wien 2000, ISBN 3-502-11342-4. (ab 2001 Die kleine Komtess: Liebesgeschichten)
- 1985 A Company of Swans
  - Ein Hauch von Jasmin: Roman, dt. von Michaela Link; Scherz Verlag, Bern; München; Wien 1997, ISBN 3-502-10325-9.
- 1988 Madensky Square
  - Die Vertraute: Roman, dt. von Liselotte Julius; Scherz Verlag, Bern; München; Wien 1995, ISBN 3-502-10339-9. (ab 2024 Der Modesalon des Glücks)
- 1993 The Morning Gift
  - Die Morgengabe: Roman, dt. von Mechthild Sandberg; Scherz Verlag, Bern; München; Wien 1994, ISBN 3-502-10338-0. (ab 2024 Was der Morgen bringt)
- 1997 A Song for Summer
  - Das Lied eines Sommers: Roman, dt. von Monika Curths; Scherz Verlag, Bern; München; Wien 1998, ISBN 3-502-11340-8.

## Auszeichnungen
- 2001: Nestlé Smarties Book Prize für Journey to the River Sea